# Gulhövdat plattfly
Gulhövdat plattfly (Conistra erythrocephala) är en fjärilsart som beskrevs av Ignaz Schiffermüller 1775. Gulhövdat plattfly ingår i släktet Conistra och familjen nattflyn. Enligt den finländska rödlistan är arten sårbar i Finland. Arten är reproducerande i Sverige. Artens livsmiljö är friska och torra lundar. Inga underarter finns listade i Catalogue of Life.

## Bildgalleri

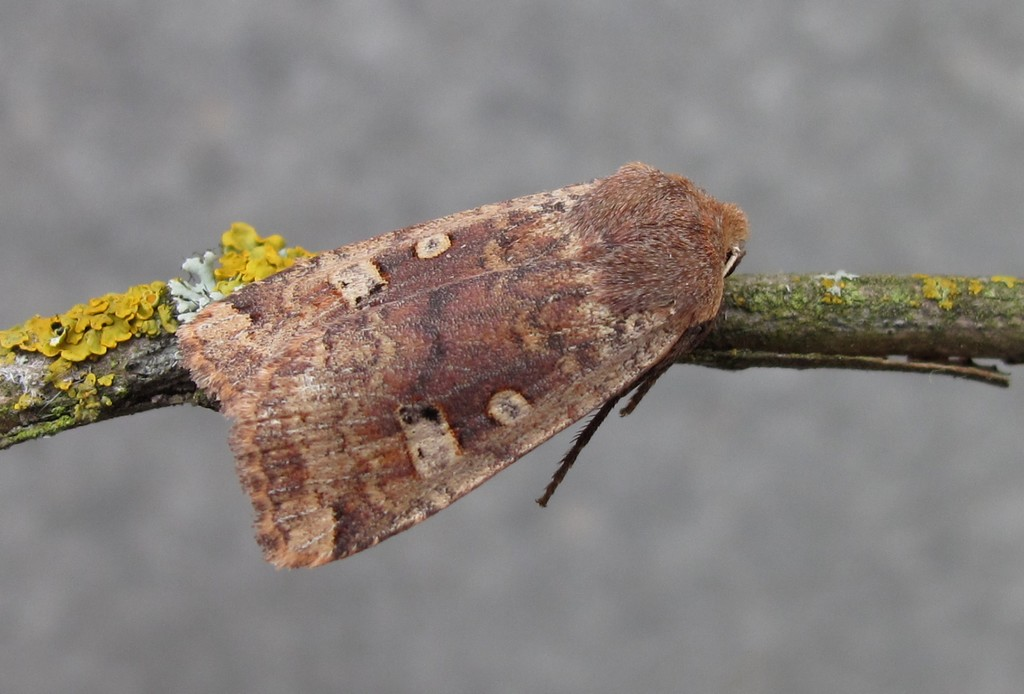
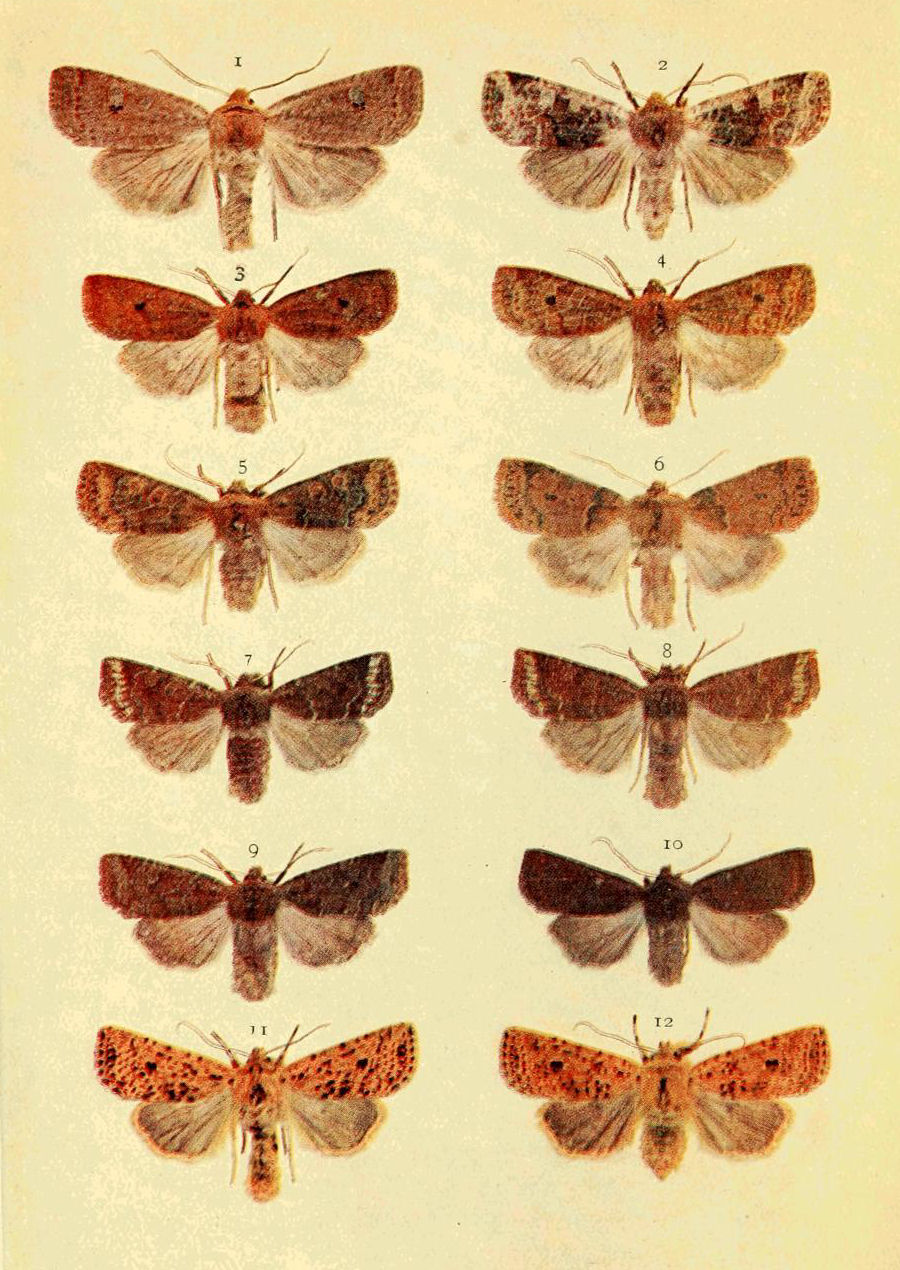